# Успенское муниципальное образование
Успенское муниципальное образование — сельское поселение в Тюменском районе Тюменской области Российской Федерации.
Административный центр — село Успенка.

## История
Статус и границы сельского поселения установлены Законом Тюменской области от 5 ноября 2004 года № 263 «Об установлении границ муниципальных образований Тюменской области и наделении их статусом муниципального района, городского округа и сельского поселения».

## Население
| 2010  | 2011  | 2012  | 2013  | 2014  | 2015  | 2016  |
| ----- | ----- | ----- | ----- | ----- | ----- | ----- |
| 4623  | ↗4625 | ↗4738 | ↗4789 | ↗4806 | ↗4898 | ↗4959 |
| 2017  | 2018  | 2019  | 2020  | 2021  |       |       |
| ↘4904 | ↘4889 | ↗4941 | ↗4981 | ↘4821 |       |       |

## Состав сельского поселения
| № | Населённый пункт | Тип населённого пункта       | Население |
| - | ---------------- | ---------------------------- | --------- |
| 1 | Гужевое          | посёлок                      | 32        |
| 2 | Зырянка          | деревня                      | 860       |
| 3 | Малиновка        | деревня                      | 306       |
| 4 | Успенка          | село, административный центр | ↗3699     |
| 5 | Чаплык           | деревня                      | 153       |